# 518 هـ
518 هـ هي سنة في التقويم الهجري امتدت مقابلةً في التقويم الميلادي بين سنتي 1124 و1125.

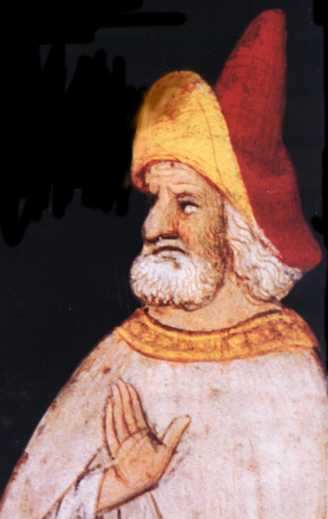
حسن الصباح

## مواليد
- يوسف المستنجد بالله

## وفيات
- ابن برهان
- حسن الصباح